# Становништво Аустралије
Већина Аустралијанаца су потомци европских досељеника из 18. и 19. века, посебно Енглеза, Шкота и Ираца. Од краја Првог светског рата, аустралијска популација се учетворостручила, подстицана амбициозним програмима за имиграцију. Након Другог светског рата, па до 2000, скоро 5,9 милиона људи имиграрало је у земљу, што значи да је скоро двоје од сваких седам Аустралијанаца рођено у иностранству. Имигранти су углавном обучени, али имиграциона квота обухвата и категорије за чланове породице и избеглице. У 2001, пет највећих група које чине 23,1% Аустралијанаца рођених у иностранству, потичу из Уједињеног Краљевства, Новог Зеланда, Италије, Вијетнама и Кине. Убрзо након укидања Беле аустралијске политике 1973, влада је организовала и подстицала бројне иницијативе, како би промовисала расну хармонију базирану на политици мултикултурализма. У Аустралију је 2005. емигрирало укупно 123.424 људи. Од њих, 17,736 било је из Африке (5.654 из Судана, 4.594 из Јужне Африке итд), 54.804 из Азије (4.239 са Филипина, 3.036 из Сингапура, 2.936 из Малезије, 1.936 из Ирака итд), 1.506 из Јужне Америке и 1.813 из јужнз Европе (671 из Србије и Црне Горе, 310 из Македоније, 115 из Албаније итд).
Аустралијских староседелаца, Абориџина и Острвљана Торесовог мореуза, према попису из 2001. било је 410.003 (2,2% укупне популације), што је значајно повећање у односу на 1976, када их је било 115.953. Ниво незапослености код аустралијских домородаца је изнад аустралијског просека, чешће су предмет хапшења, лошије су образовани и са мање животног искуства у односу на остало становништво.
Попут других високоразвијених земаља, и Аустралија се суочава са израженим променама у старосној структури становништва, које су повећале број одлазака у пензију, смањујући обим радно активног становништва. Велики број Аустралијанаца (759.849 у периоду 2002-2003) живи ван државе у којој су рођени.
Званични језик је енглески, којим се говори и пише у облику који је познат као аустралијски енглески. Према попису из 2001, енглески као једини језик у кући користи око 80% становништва. Следећи најучесталији језик је кинески (2,1%), па италијански (1,9%) и грчки (1,4%). Око 50.000 аустралијских држављана (0,25% од укупног становништва) говори неки од домородачких језика као матерњи, а најраспрострањенији су западни пустињски (7.400) и арернте (5.500).
Многи припадници прве или друге генерације потомака миграната говоре два језика. Верује се да је у време првих контаката са Европљанима, постојало између 200 и 300 аустралијских абориџинских језика. До данас је преживело свега 70, од чега само њих 20 није у опасности од изумирања. Доморадачки језик остао је основни језик за око 50.000 људи (0,25%). Знаковни језик познат као ослен (енгл. Auslan) користи око 6.500 Аустралијанаца.
Аустралија нема државну религију. На попису из 2006, 68% Аустралијанаца сматра себе хришћанима: 26% се изјаснило као католици, а 19% као англиканци. Аустралијанаца који се не изјашњавају као хришћани, има око 5%. Око 19% испитаних не подржава ни једну религију (што обухвата атеизам, хуманизам, агностицизам и рационализам), док је 12% испитаних одбило да се изјасни или дâ адекватне одговоре. Попут других западних земаља, активно учешће грађана у црквеним активностима је на знатно нижем нивоу; цркву једном недењно посећује око 1,5 милиона Аустралијанаца, тј. око 7,5% популације.
Школско образовање је обавезно од 6-15. године (16. у Јужној Аустралији и Тасманији, односно 17. у Западној Аустралији), што је утицало на то да стопа неписмености буде мања од 1%. Аустралијска влада је подржала оснивање 38 универзитета и, иако је у међувремену отворено неколико приватних, већина се финансира средствима из буџета. Постоји и државни систем колеџа за стручну обуку, познат као ТАФЕ институти, а многи синдикати организују обуку нових радника. Око 58% Аустралијанаца између 25. и 64. године има стручно или високо образовање, а са 49% факултетски образованог становништва, Аустралија је на првом месту међу земљама чланицама Организације за економску сарадњу и развој. Однос домаћих и иностраних студената на аустралијским факултетима највећи је у ОЕЦД-у.